# Юсупова, Римма Хамзаевна
Римма (Равиля) Хамзаевна Юсупова (род. 1950, Москва) — советский и российский художник, работает в сложной технике живописи по натуральному шёлку. Член Московского Союза художников (1989), Союза художников России (2000). Участник более 60 международных, всесоюзных и московских художественных выставок. Преподаватель, доцент кафедры «Дизайн» в МГУТУ имени К. Г. Разумовского (2006—2018).

## Биография
Родилась в Москве. Мать — швея. Родная сестра — Румия Юсупова (Румия Руми Рэй), «Шахиня», любимая манекенщица Славы Зайцева.
В 1965 году начала учёбу в художественной школе на Соколе.
В 1977 году с отличием окончила Московский государственный текстильный университет имени А. Н. Косыгина — факультет Прикладного искусства, отделение Художественного текстиля.
В 1977 году на конкурсной основе поступила работать на Комбинат Прикладного Искусства (КПИ) Художественного фонда СССР, где более 20 лет создавала серии уникальных авторских проектов в технике художественной росписи по натуральному шёлку. Были созданы и внедрены рисунки (кроки) для тиражирования в текстильной промышленности страны, в том числе выполнялись заказы для Ленинградского текстильного комбината имени Веры Слуцкой.
С 1980-х годов работает над созданием декоративно-станковых картин в технике росписи или живописи по натуральному шёлку. Замыслы картин рождаются от реальных впечатлений, наблюдений природы, наложенных на специфику натурального шёлка и технику исполнения. Основные серии работ: Вселенная, Экология, Лес. Солнце, Дыхание гор, Пионы, «Моя Москва. Московские окна». Также работает над сериями графических работ и акварели.

Убедительная материальность изображения и в тоже время воздушность и светоносность объекта, точность деталей и единство целого, жизнеподобие и тончайшая живописность — этот сплав в произведениях Юсуповой создается благодаря безупречному владению техникой росписи по ткани, которая основана на большой практике и знании теории цветоведения— Людмила Крамаренко, Академик Российской академии художеств, доктор искусствоведения, профессор.
Творческие работы Риммы Юсуповой неоднократно были отмечены премией и дипломами Художественного фонда РФ МЦХ «За лучшую работу года». Награждена Дипломом Московского союза художников «Декоративное искусство Москвы». Избрана бригадиром творческой мастерской КПИ ХФ РСФСР.
С 1979 года — член Молодежного объединения Московского союза художников СССР. С 1989 года член Московского отделения союза художников. С 2000 года — член Союза художников России. Член Ассоциации художников декоративных искусств Московского Союза художников.
C 2004 года совместно с творческой и выставочной работой занимается преподавательской деятельностью. С 2006 по 2018 год — доцент кафедры «Рисунка, живописи, скульптуры», в последствии кафедры «Дизайн» в МГУТУ имени К. Г. Разумовского.
В 2007—2014 годы работала в МГТУ имени Н. Э. Баумана, куда была приглашена на конкурсной основе — преподавателем живописи в отделение «Промышленный дизайн» Второго высшего образования.
Является автором пособия по рисунку: «Голова человека», монографии, статей и публикаций, изданных в научных журналах и сборниках. Также разработаны множество методических и рабочих программ для студентов по творческим дисциплинам. Руководитель дипломных проектов. Куратор группы совместного обучения студентов с ОВЗ, инвалидов по слуху, путём адаптации в среду университета по программе: «Доступная среда» инклюзивного образования.
В 2014 году награждена Почётной грамотой Министерства образования и науки РФ «За многолетнюю и плодотворную работу по развитию и совершенствованию учебного процесса, значительный вклад в дело подготовки высококвалифицированных специалистов».
Участник более 60 международных, всесоюзных и московских художественных выставок. Работы Р. Юсуповой представлены в частных коллекциях и галереях России, Америки, Испании, Израиля, Японии.
Живёт и работает в Москве.

## Награды и достижения
- В 2011 году награждена медалью Российской Академии художеств (Президиум Академии художеств от 15 ноября 2011 г.)
- В 2011 году награждена Почётной грамотой Министерства культуры РФ
- В 2014 году за плодотворную преподавательскую работу награждена Почётной грамотой Министерства образования и науки РФ
- В 2017 году награждена Медалью -почётным знаком АХДИ МСХ
- В 2019 г. награждена медалью Московского Союза художников МСХ.
- Преподавательская деятельность отмечена грамотами «Лучший преподаватель» и дипломами.

## Персональные выставки
- 2009 г. Персональная выставка «Цветовые созвучия» в Выставочный зал МСХ, Кузнецкий мост, 20
- 2010 г. Персональная выставка «Свечение цвета» в Культурном центре «Колорит» в ВЗ на Малой Дмитровке
- 2010 г. Юбилейный творческий вечер в Центральном доме художника (ЦДХ), Крымский Вал.10
- 2017 г. Персональная выставка «Гармония цвета» в выставочном зале МГУТУ имени К. Г. Разумовского (ПКУ). Земляной вал, 73
- 2017 г. Персональная выставка «Свечение цвета» в Пензенской картинной галерее имени К. А. Савицкого[9][10][11]
- 2019 г. Персональная выставка во Всероссийском музее декоративного искусства[12][13].
- 2023 г. Персональная выставка «Свечение цвета». Выставочный зал МСХ, Москва, Старосадский, 5[14]
- 2025 г. Персональная выставка «Триумф цвета и света». Выставочный зал ВТОО «СХР» ул. Беговая, д. 7[15][16][17].

## Избранные статьи
- Машкова М., Подрядчикова А., Юсупова Р. Х. Витраж // Инновации и традиции: современные вызовы развития педагогического образования. Сборник научных трудов Международной научно-практической конференции. Печатается по решению Ученого совета Института социально-гуманитарных технологий, протокол № 9 от 19 мая 2016 года. — М., 2016. — С. 435—439.
- Юсупова Р. Х. Необходимые приёмы и методы художественного обучения для студентов дизайн-образования в вузе. / Коллективная монография: Пространство диалогов; изобразительное искусство и дизайн. — Стерлитамак, 2017.
- Юсупова Р. Х. Использование методов последовательного обучения основамеской живописи студентов художественного профиля // Теоретические и методические проблемы развития современного образования. Сборник материалов Международной научно-практической конференции. Печатается по решению Ученого совета Института социально-гуманитарных технологий, протокол № 6 от 18 февраля 2016 года. М., 2017.
- Юсупова Р. Х., Мещерякова К. В. Агитационно-массовое искусство в пропаганде идей социалистической революции / Современные информационные технологии в образовании, науке и промышленности: IХ Международная конференция, VII Международный конкурс научных и научно-методических работ: Сборник трудов / редактор и составитель Т. В. Пирязева, В. В. Серов — М.: Издательство «Спутник +», 2018. — С. 90-92.

## Внешние видеофайлы
- Художник Римма Юсупова. Программа «Круг интересов». 2010.
- Зураб Церетели вручает Римме Юсуповой медаль Академии. 22 ноября 2011.